# Bechlin

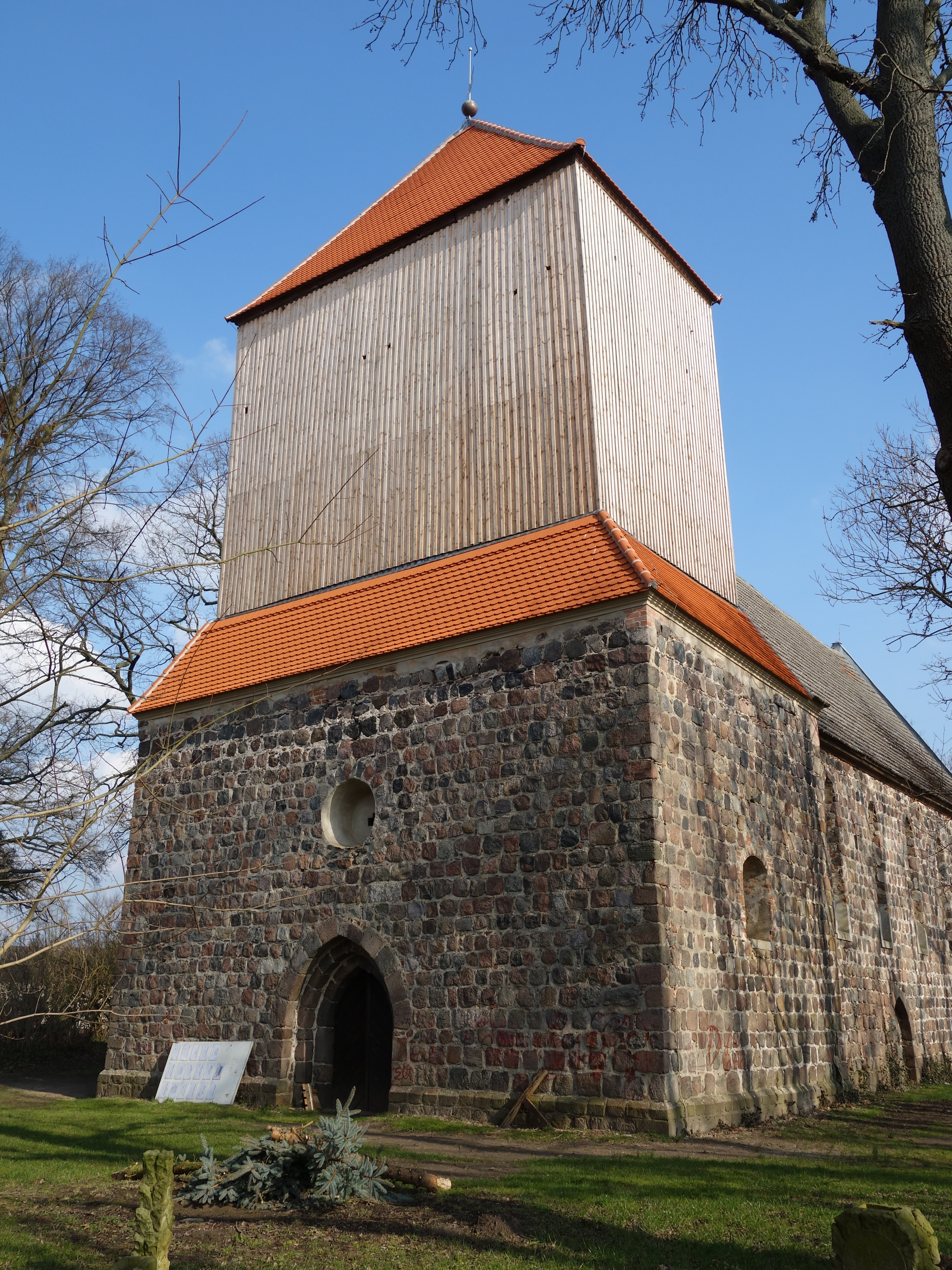
Dorfkirche Bechlin 2016

Bechlin ist ein Wohnplatz der Stadt Neuruppin im Landkreis Ostprignitz-Ruppin, Brandenburg. Bechlin war bis 1974 eine selbständige Gemeinde und wurde am 20. Mai 1974 nach Neuruppin eingegliedert.

## Geographische Lage
Das ursprünglich eigenständige Dorf liegt an einer Grundmoränenplatte des letzten Eiszeitalters, von der in großem Umfang Schmelzwasser abgeflossen ist und liegt auf einer Höhe 46 m ü. NHN. Bechlin liegt ca. 1,9 Kilometer westlich von der Kernstadt Neuruppin entfernt, östlich verläuft die Bundesautobahn 24 und südlich die Bundesstraße 167.

## Geschichte

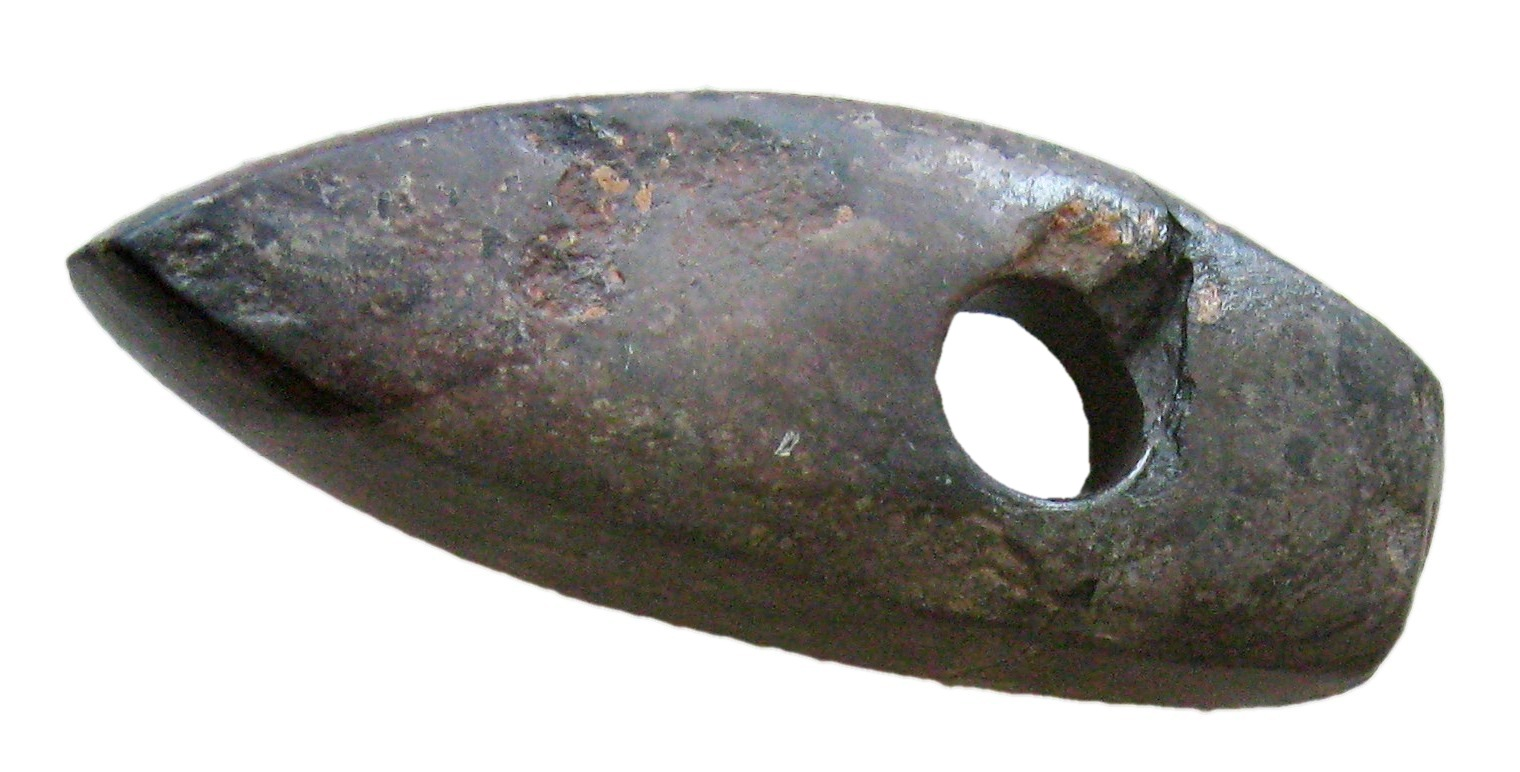
Z. B. Jungsteinzeitliche Axt

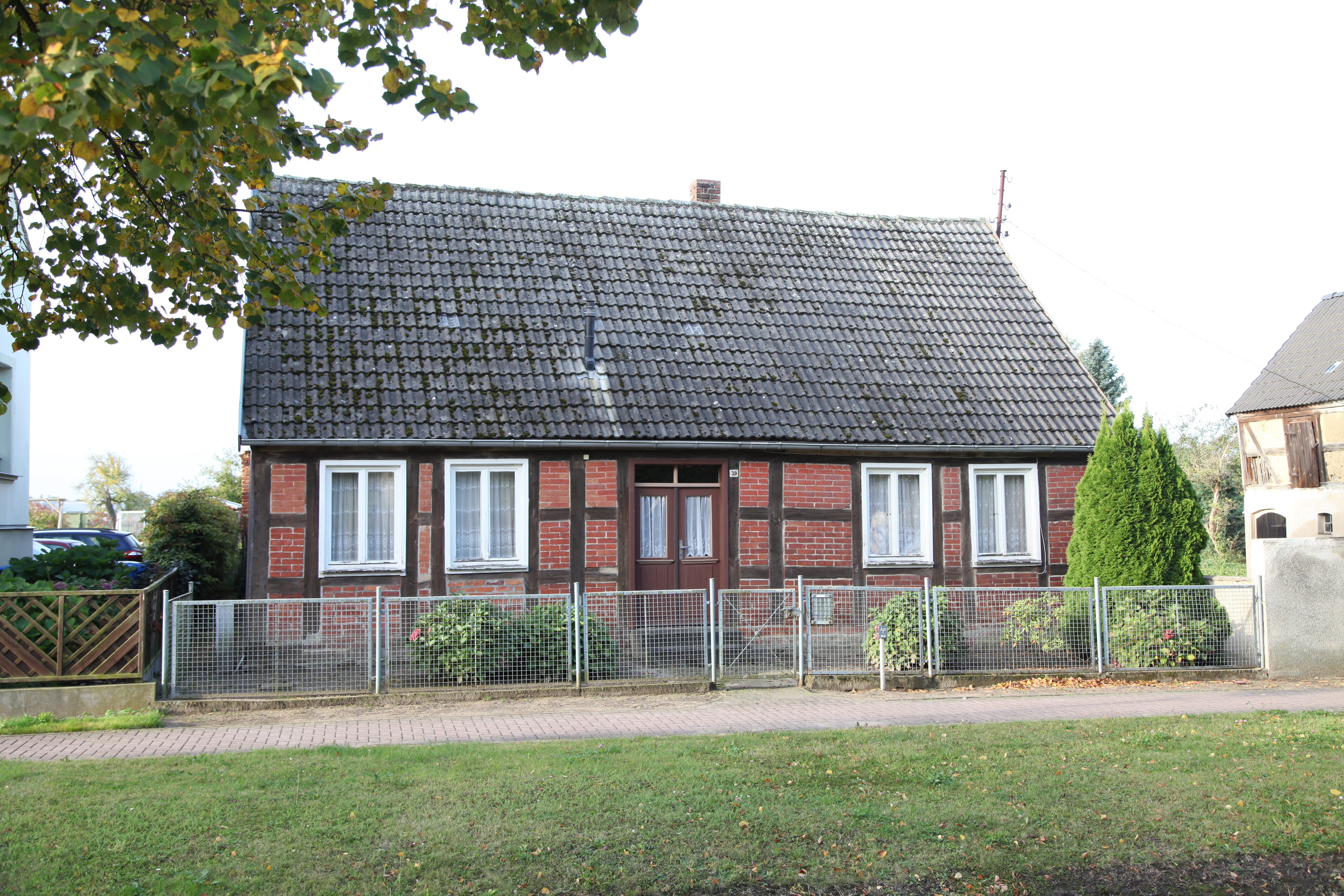
Typisches Wohnhaus eines Kleinbauern Bechlin Dorfst. 39

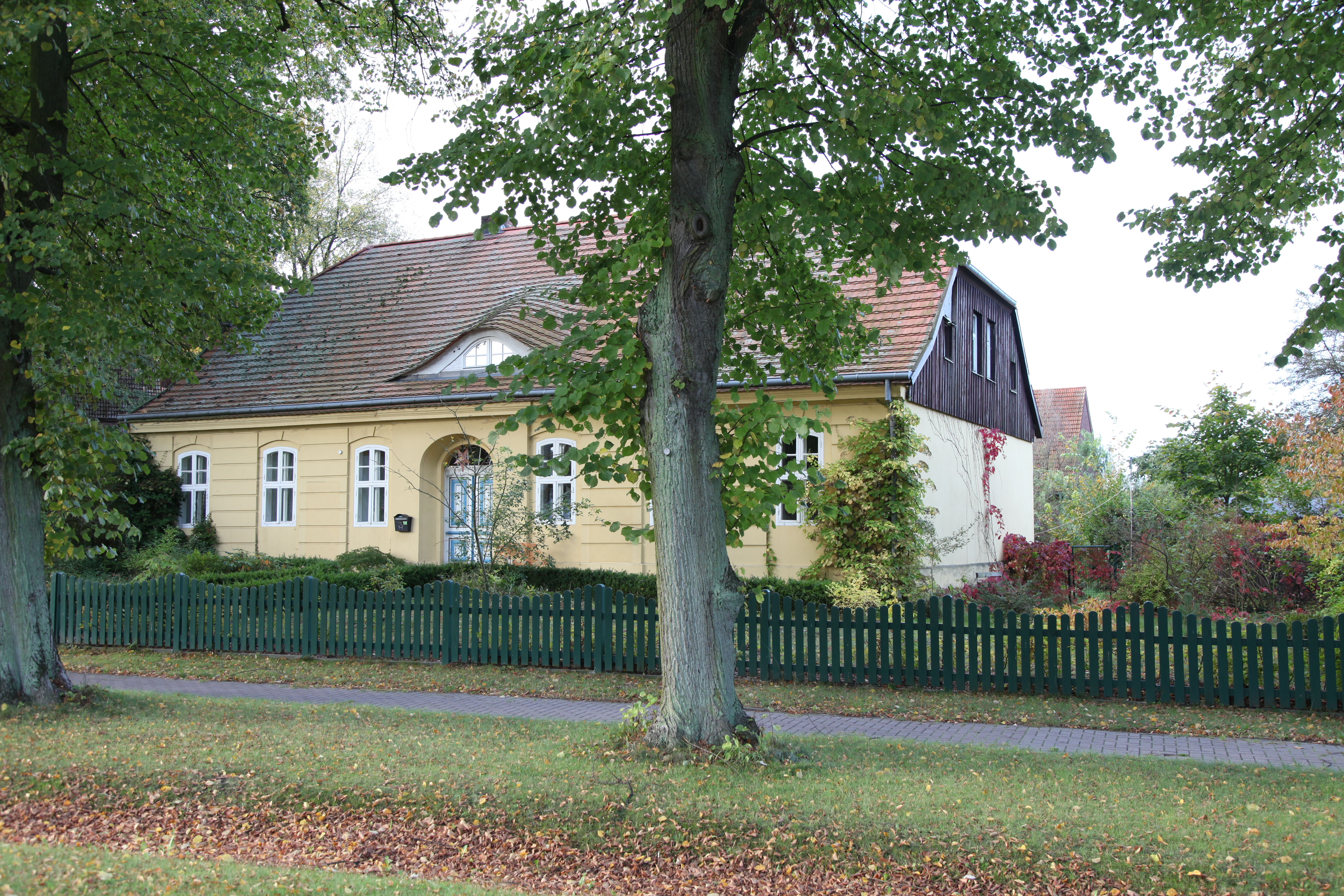
Pfarrhaus Bechlin Dorfstr. 52

### Ur- und Frühgeschichte
Schon in der Jungsteinzeit war die Gegend des heutigen Bechlin bewohnt, wie zwei Steinäxte zeigen. Ein bronzener Wendelhalsring aus der Eisenzeit wurde ebenfalls auf der Gemarkung Bechlin bei Knackhorst gefunden, der der Jastorf-Kultur angehört. In der Bechliner Mesche fand sich ein mittelslawischer Burgwall (Hünenwall), rund 1,5 Kilometer nördlich des Ortskerns. Heute ist der Wall weitgehend abgetragen, er besaß einen Durchmesser von rund 70 Meter und wurde von einem mehr als 12 Meter breiten Wassergraben umgeben.
Erstmals wird Bechlin 1291 als eine Siedlung Borkwal erwähnt und in Urkunden auch Becgelin, Bechelyn, Bechgelyhn und Bechelien benannt. Ein großes Dorf, welches in Teilen der Kirche, der Kaland Bruderschaft, den Grasen und Privatpersonen aus Neuruppin gehörte. Schon im Jahre 1456 wird ein Pfarrer Balthasar Mus für Bechlin aufgezeichnet. Im Jahre 1315 nennt man das entstandene Straßendorf Bechelin. Um 1490 gehörte Bechlin zur im Kern reichsunmittelbaren Herrschaft Ruppin der Grafen von Lindow-Ruppin. Durch Genehmigung der Grafen erhielt im Jahre 1502 die Pfarrkirche Neuruppin von Achim Penkow aus Bechlin und Wuthenow Erlöse (Revenüen).
Im Dreißigjährigen Krieg 1618–1648 kam es zu zwei unrühmlichen kriegerischen Vorfällen, die Kaiserliche Armee unter Führung des General Graf Matthias Gallas brannte die Pfarrei nieder und die schwedischen Soldaten hatten den verstorbenen Pfarrer ausgegraben und hinter dem Altar zur Schau gestellt.
Das Gut Bechlin kam an Hauptmann Christoph von Münchhausen, als die Vorbesitzerin Gräfin Anna Jacobine (geb. Gräfin von Stolberg und Wernigerode) im Jahre 1526 verstarb. In der Folge kam es an die Familie Kriele und im Jahre 1637 ging es zum Erbe an Johann Arendt der es dann an die Familie Schönermark verkaufte. Der Besitz wechselte weiter an Oberamtmann Honig und danach an Christoph Friedrich Borchert, wobei eine Familie derer von Alim zu Werder auch Anteile am Dorf besaß.
Im Jahre 1699 gehörten zum Bechliner Gut zwei ziegelgedeckte Häuser, eine Scheune, ein Schafstall, ein Pferdestall, ein Kuhstall, vier Ritterhufen, drei bewohnte Bauernhufen, eine wüste Bauernstelle mit Land, zwei bewohnte Kossätenhöfe, ein Baum- und ein Küchengarten mit einem Teich, ein wüster Weinberg, zwei wüste Gärten, ein Teich (Pfuhl) zum Rittersitz und mehrere Feldteiche zum Fischen. Im Jahre 1786 kam es zu einer Gemeinheitsteilung zwischen Gutsbesitzer und den Bauern.
Unter den im Jahre 1798 ansässigen Bewohnern befanden sich 8 Halbbauern (Halbhüfner), 16 Ganzbauern (Vollhüfner), 2 Halbkossäten, 10 Ganzkosätten, 30 Einlieger, 1 Schäfer, Schmidt und Schneider, 3 Leineweber und 4 Hirten. Zu dieser Zeit waren 65 Wohnungen (Feuerstellen) im Ort vorhanden und insgesamt lebten hier 106 Frauen, 83 Männer, 152 Kinder und 135 Dienstboten. Zum Gut gehörten fünf Bauern ein Kossät und zur Kirche zählte ein Kossät, die anderen unterstanden dem Amt. Der Besitz des Ackerlandes teilte sich wie folgt auf, das Gut 4 freie Hufen, das Dorf 44 Hufen und Pfarrei mit 2 Hufen. Zum Bestand an Nutztieren gehörten 103 Ochsen, 130 Schweine, 47 Jungtiere, 715 Schafe mit 210 Lämmern, 128 Pferde und 169 Kühen. Das Gut und Dorf besaßen 265 Morgen 52 Quadratruten Zinswiesen im Ort Wustrow.
Das Kirchenpatronat für die hiesige Dorfkirche hatte der König inne.
Für die Arbeit an der zweiten Auflage seiner Wanderungen durch die Mark Brandenburg besuchte Theodor Fontane im Juni 1864 Bechlin. Er skizzierte die Kirche und vermerkte die Sage um den Knief in seinem Notizbuch. Bechlin hatte allerdings nur ein kurzes Gastspiel in den Wanderungen. Denn der Ort wurde lediglich im Kapitel „Dörfer und Flecken im Lande Ruppin“ aufgenommen (Band 1, Die Grafschaft Ruppin), das Fontane in der dritten Auflage (1875) wieder herausnahm.

### Einwohnerentwicklung
| Jahr      | 1766 | 1785 | 1798 | 1875 | 1890 | 1910 | 1925 | 1933 |
| Einwohner | 369  | 365  | 475  | 775  | 969  | 1003 | 997  | 1023 |

### Historische Landwirtschaft
| Aussaat     | Weizen                | Roggen      | Gerste                 | Hafer                  | Erbsen                | Linsen     | Wicken     | Hirse    | Kartoffeln            | Leinsamen             |
| Menge       | 1 Winspel 21 Scheffel | 34 Scheffel | 27 Winspel 21 Scheffel | 11 Winspel 13 Scheffel | 5 Winspel 13 Scheffel | 2 Scheffel | 4 Scheffel | 12 Metze | 8 Winspel 15 Scheffel | 1 Winspel 10 Scheffel |
| Tierbestand | Pferde                | Rinder      | Schafe                 | Schweine               | Jungvieh              | Kälber     | Lämmer     |          |                       |                       |
| Stück       | 128                   | 272         | 715                    | 130                    | 43                    | 47         | 210        |          |                       |                       |

## Vereine
- Förderverein Dorfkirche Bechlin e. V.

## Sehenswürdigkeiten
- Die hochmittelalterliche Dorfkirche Bechlin wurde im 13. Jahrhundert im frühgotischen Stil aus behauenen Feldsteinen mit einem breiten Westturm errichtet. Sie wurde während der ersten Kolonialisierungsperiode vom damaligen Bistum Havelberg gegründet. Die Kirche wurde während des Dreißigjährigen Krieges niedergebrannt und in Teilen dem Erdboden gleichgemacht. Um 1700 wurde sie wieder aufgebaut, Hauptgesims und Dachstuhl entstanden neu. 1713 wurde der barocke Kanzelaltar aufgestellt, 1781 wurden Kirche und Turm instand gesetzt, vermutlich 1869 erhielt der Turm seine heutige Form. 1958 wurde die Kirche innen renoviert.[9]

## Sagen
- Der Knief von Bechlin